# Фултон (округ, Індіана)
Шаблон:StateAbbr_ 41°02′ пн. ш. 86°16′ зх. д. / 41.04° пн. ш. 86.26° зх. д.
Округ Фултон (англ. Fulton County) — округ (графство) у штаті Індіана, США. Ідентифікатор округу 18049.

## Історія
Округ утворений 1836 року.

## Демографія
За даними перепису
2000 року
загальне населення округу становило 20511 осіб, зокрема міського населення було 7354, а сільського — 13157.
Серед мешканців округу чоловіків було 10139, а жінок — 10372. В окрузі було 8082 домогосподарства, 5739 родин, які мешкали в 9123 будинках.
Середній розмір родини становив 2,99.
Віковий розподіл населення поданий у таблиці:
| Стать    | До 15 років | 15-21 | 22-29 | 30-39 | 40-49 | 50-65 | 65-85 | Понад 85 |
| -------- | ----------- | ----- | ----- | ----- | ----- | ----- | ----- | -------- |
| Чоловіки | 2302        | 961   | 927   | 1433  | 1576  | 1609  | 1206  | 125      |
| Жінки    | 2088        | 944   | 908   | 1392  | 1492  | 1727  | 1535  | 286      |

## Суміжні округи
- Маршалл — північ
- Косцюшко — північний схід
- Вобаш — схід
- Маямі — південний схід
- Кесс — південь
- Пуласкі — захід
- Старк — північний захід

## Виноски
1. ↑  U.S. Decennial Census. United States Census Bureau. Архів оригіналу за 26 квітня 2015. Процитовано 10 липня 2014.
2. ↑  Historical Census Browser. University of Virginia Library. Архів оригіналу за 11 серпня 2012. Процитовано 10 липня 2014.
3. ↑  Population of Counties by Decennial Census: 1900 to 1990. United States Census Bureau. Процитовано 10 липня 2014.
4. ↑  Census 2000 PHC-T-4. Ranking Tables for Counties: 1990 and 2000 (PDF). United States Census Bureau. Процитовано 10 липня 2014.
5. ↑  Fulton County QuickFacts. Бюро перепису населення США. Архів оригіналу за 7 червня 2011. Процитовано 17 вересня 2011. [Архівовано 2011-06-07 у Wayback Machine.](англ.) Наведено за англійською вікіпедією.
6. ↑  American FactFinder. Бюро перепису населення США. Архів оригіналу за 26 лютого 2012. Процитовано 31 січня 2008. [Архівовано 2008-05-21 у Wayback Machine.]

| США | Це незавершена стаття з географії США. Ви можете допомогти проєкту, виправивши або дописавши її. |